# Zářnoočko nigerijské
Zářnoočko nigerijské česky také štikovec nigerijský (latinsky: Procatopus similis, slovensky: kaprozúbka nigerijská, anglicky: Variable lampeye). Rybu popsal v roce 1927 německý zoolog Christoph Gustav Ernst Ahl (1. září 1898 – 14. únor 1945).

## Popis
Samec je větší a barevnější, jeho řitní ploutev je zašpičatělá. Určení pohlaví může být obtížně zjistitelné, rozdíly mezi samcem a samicí jsou malé. Velikost samce je do 6 cm a samice do 5,5 cm.

## Biotop
Ryba se vyskytuje v Africe, v jižní Nigérii a na západě a východě Kamerunu, v řece Lokundje. Obývá malé řeky a potoky, zejména proudící části toku. Může se vyskytovat v přímořských deštných pralesích a druhotných lesích.

## Chov v akváriu
- Chov ryby: Doporučuje se minimálně 3 ks, lépe menší hejno, podle velikosti nádrže. Jedná se o klidnou, mírumilovnou a hejnovou rybku. V nádrži je vhodné písčité dno (jemný štěrk), jemnolisté rostliny po stranách a kořeny. Dno by mělo být tmavé, vhodné jsou plovoucí rostliny, aby mírnily ostré světlo. ryba může být ve společenské nádrži, ale je vhodnější jednodruhová. Samečci mohou být agresivní.[3]
- Teplota vody: 23–26 °C[3]
- Kyselost vody: 6,0–7,5 pH[3]
- Tvrdost vody: 4–12 °dGH[3]
- Krmení: Jedná se o všežravou rybu, která preferuje živou potravu (larvy komárů a pakomárů, nítěnky, artémie, plankton, korýše, krevety), přijímá také vločkové nebo mražené krmivo. Pro dobré vybarvení a růst by strava měla být pestrá.[3]
- Rozmnožování: Odchov ryb je obtížný. ryby kladou jikry do kořenů rostliny, do dutin v kořenech a kamenech, ev. do vytvořených jeskyní. Je vhodné jikry průběžně odebírat do jiné nádrže. Inkubace trvá cca 10–20 dní, v závislosti na teplotě vody. Potěr je drobný. Přijímá drobnou potravu, např. vířníky, po 3–4 dnech přijímá drobné nauplie artémií. Roste velmi pomalu. Je citlivý na kvalitu vody, resp. na dusíkaté látky a je náchylný na plísňová onemocnění.[3]